# 카라밧지오
카라밧지오(Caravaggio)는 영국에서 제작된 데릭 저먼 감독의 1986년 영화이다. 던 아키볼드 등이 주연으로 출연하였고 사라 러드클리프 등이 제작에 참여하였다.

## 출연

### 주연
- 던 아키볼드
- 숀 빈
- 잭 버킷

### 조연
- 우나 브랜든-존스
- 로비 콜트레인
- 게리 쿠퍼

## 제작진
- 미술: 크리스토퍼 홉스
- 의상: 샌디 파웰
- 배역: 데비 맥윌리엄스